# Praying with Anger
Pour plus de détails, voir Fiche technique et Distribution.
Praying with Anger est un film américain réalisé par M. Night Shyamalan, sorti en 1992.

## Synopsis
Dev Raman est un Indien qui a été élevé aux États-Unis. Il décide de retourner dans son pays d'origine, l'Inde. Pour s'intégrer, il utilise le programme d'échanges d'étudiants d'une université. Il est d'abord réticent à l'égard de ce programme, mais avec l'insistance de sa mère, il réussit à s'y faire et à s'intégrer. Pendant son séjour, il reçoit les conseils d'un de ses amis, Sanjay. Mais Raman les ignore, et, dès lors, leurs relations ne seront plus les mêmes, se transformant en colère et inimitié.
Dev Raman a la possibilité de prier les dieux indiens avec la plupart des sentiments, sauf l'indifférence. Pendant qu'il explore son passé, et voit les injustices et les malentendus de deux cultures distinctes, Dev se laisse emporter par de mauvaises émotions. Dans son désespoir, il se retrouve seul à prier avec colère.

## Fiche technique
Sauf indication contraire, les informations mentionnées dans cette section peuvent être confirmées par la base de données cinématographiques IMDb,  présente dans la section « Liens externes ».
- Titre original : Praying with Anger
- Réalisation, production et scénario : M. Night Shyamalan
- Photographie : Madhu Ambat
- Monteur : Frank Reynolds
- Musique : Edmun Choi
- Pays d’origine :  États-Unis
- Langue originale : anglais
- Durée : 107 minutes
- Format : couleur - 2.35:1 - mono
- Dates de sortie[2] :

 Canada : 12 septembre 1992 (Festival international du film de Toronto)
 États-Unis : 15 septembre 1993 (New York)

## Distribution
- M. Night Shyamalan : Dev Raman
- Mike Muthu : Sanjay
- Richa Ahuja : Rupal Mohan
- Sushma Ahuja : Madame Mohan